# Can Bou (Orpí)
|  | Per a altres significats, vegeu «Can Bou». |

Can Bou és una entitat de població del municipi d'Orpí, a la comarca de l'Anoia. El veïnat o barri se situa en un turó, a l'est del terme municipal. La carretera BV-2141 és la principal via de comunicació.
L'origen de Can Bou es remunta a l'antiga Casa Bou de Puigdendela, nom amb què era conegut el lloc en l'època medieval. L'aparició de la indústria paperera al segle xviii suposa un creixement de la població fins a convertir-lo en un nucli industrial. Actualment, l'Ajuntament d'Orpí té la seu aquí.

## Llocs d'interès
- La Fàbrica Nova és un conjunt del segle xix format per un edifici principal i instal·lacions annexes, construït per a la indústria manufacturera emergent a l'època que aprofitava la proximitat amb la riera de Carme.
- Cal Cundo tingué ús com a molí paperer en un primer moment, i com a deu d'aigua, més tard, en ser propietat de l'empresa Aigües Artés. Posteriorment, esdevingué una casa d'estiueig. Consta, a més, de safareig, pont i aqüeducte que creua la riera de Carme.
- La Numància és un edifici de tres plantes que fou construït com assecador de paper. Posteriorment seria utilitzat com a conjunt d'habitatges particulars.

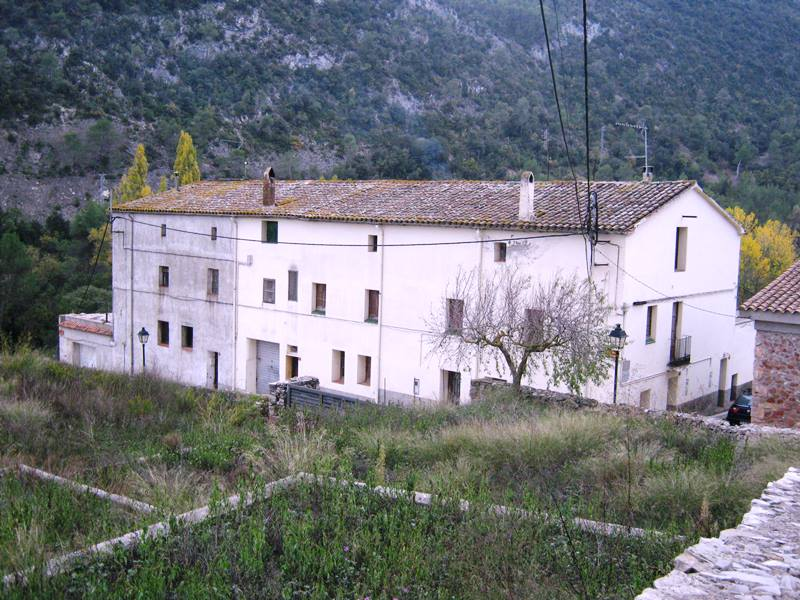
Edifici de la Numància